# Писарро, Гидо
Ги́до Эрна́н Писа́рро Деме́стри (исп. Guido Hernán Pizarro Demestri; род. 26 февраля 1990[…], Буэнос-Айрес) — аргентинский футболист, центральный полузащитник; тренер. Выступал за сборную Аргентины.
Прадед Гидо по материнской линии из Катании, поэтому у Писарро двойное гражданство. В 2015 году он получил мексиканское гражданство.

## Клубная карьера
Писарро — воспитанник футбольной академии «Лануса». 1 ноября 2009 года в матче против «Ривер Плейт» он дебютировал в аргентинской Примере. 20 апреля 2010 года в поединке против «Колона» Гидо забил свой первый гол. 29 января 2012 году итальянская «Фиорентина» сделала предложение «Ланусу» о покупке Писарро, но переговоры сорвались. Интерес к полузащитнику также проявляли киевское «Динамо» и туринский «Ювентус». В 2012 году полузащитник покорил отметку в 100 матчей за «Ланус».
Летом 2013 года Писарро перешёл в мексиканский «УАНЛ Тигрес». 1 августа в матче против «Монаркас Морелия» он дебютировал в Примере. 25 ноября в поединке против «Америки» Гидо забил свой первый гол за «тигров». В 2015 году Писарро стал чемпионом Мексики и помог клубу выйти в финал Кубка Либертадорес. В сезоне 2015/16 Гидо рассматривался как один из кандидатов на звание лучшего игрока чемпионата Мексики, а также был включён в символическую сборную Апертуры 2015. В 2016 году Писарро во второй раз стал чемпионом Мексики.
10 июля 2017 года Писарро успешно прошёл медицинское обследование и подписал контракт с испанской «Севильей». Договор рассчитан до 2021 года. По данным Transfermarkt, сумма сделки составила € 6 млн. В матче против «Эспаньола» он дебютировал в Ла Лиге. 4 ноября в поединке против «Барселоны» Гидо забил свой первый гол за «Севилью». Летом 2018 года Писарро вернулся в «УАНЛ Тигрес».

## Международная карьера
Писарро в составе юношеской сборной Аргентины занял третье место на юношеском Кубке Америки в 2007 году. В том же году он выступал за олимпийскую сборную Аргентины на Панамериканских играх.
В мае 2016 года Писарро был включён в расширенный состав национальной сборной Аргентины для подготовки к Кубку Америки, но в конечную заявку на турнир не попал.
28 марта 2017 года в отборочном матче чемпионата мира 2018 против сборной Боливии Писарро дебютировал за сборную Аргентины.
Летом 2019 года Писарро принял участие в Кубке Америки 2019 в Бразилии. На турнире он сыграл против сборной Колумбии.

## Достижения
Командные
 УАНЛ Тигрес
- Чемпионат Мексики по футболу — Апертура 2015
- Чемпионат Мексики по футболу — Апертура 2016
- Финалист Кубка Либертадорес — 2015